# Unterbüchlein
Unterbüchlein (fränkisch: Bejgla) ist ein Gemeindeteil der Stadt Stein im Landkreis Fürth (Mittelfranken, Bayern). Unterbüchlein liegt in der Gemarkung Gutzberg.

## Geographie
Durch das Dorf fließt der Grundbach, ein linker Zufluss der Rednitz. Der Ort ist unmittelbar von Acker- und Grünland mit vereinzeltem Baumbestand umgeben. Im Norden wird die Flur Ansbacher Wegfeld genannt. Gemeindeverbindungsstraßen führen nach Oberbüchlein (0,7 km westlich), nach Loch (1 km nordöstlich) und nach Gutzberg (1 km östlich). Durch Unterbüchlein verläuft der Fränkische Marienweg.

## Geschichte
1316 wurden im Gültbuch des Nürnberger Klarissenklosters „Bvchelin, Nidernbuch“ erwähnt. Dem Ortsnamen liegt ein gleichlautender Flurname zugrunde, der sich vom mittelhochdeutschen Wort „buoch“ (=Buche) mit Diminutivsuffix ableitet und demnach kleiner Buchenwald bedeutet. In einer Urkunde von 1340 bezeugt das Nürnberger Stadtgericht, dass der Nürnberger Bürger Seitz Ellwanger von Ritter Heinrich von Buttendorf u. a. vier Güter in „Püchlein“ abgekauft hatte. Ursprünglich bestand der Ort aus zwei Höfen.
Gegen Ende des 18. Jahrhunderts gab es in Unterbüchlein 4 Anwesen. Das Hochgericht und die Dorf- und Gemeindeherrschaft übte das brandenburg-ansbachische Richteramt Roßtal aus. Grundherren waren das Kastenamt Cadolzburg (1 Hof, 2 Halbhöfe) und das Landesalmosenamt der Reichsstadt Nürnberg (1 Gut). 1802 gab es im Ort weiterhin 4 Anwesen mit den gleichen grundherrschaftlichen Verhältnissen.
Von 1797 bis 1808 unterstand der Ort dem Justiz- und Kammeramt Cadolzburg. Im Rahmen des Gemeindeedikts wurde Unterbüchlein dem 1808 gebildeten Steuerdistrikt Großweismannsdorf zugeordnet. Es gehörte der im selben Jahr gegründeten Ruralgemeinde Gutzberg an.
Am 1. Juli 1972 kam Unterbüchlein mit der Gemeinde Gutzberg zu Stein.

### Baudenkmäler
In Unterbüchlein gibt es vier Baudenkmäler:
- Haus Nr. 6: Wohnstallhaus
- Haus Nr. 12: Wohnstallhaus
- Haus Nr. 19: Wohnstallhaus
- Bildstock

ehemaliges Baudenkmal
- Haus Nr. 8: Erdgeschossiges Wohnstallhaus aus Sandsteinquadern, vermutlich von 1815. Traufseit-Türsturz bezeichnet „1878“. Straßengiebel bezeichnet „WD 1815“. Scheune aus Sandsteinquadern, frühes 19. Jahrhundert; Straßengiebelseite aus Fachwerk; hier späterer Anbau.[13]

### Einwohnerentwicklung
| Jahr      | 001818 | 001840 | 001861 | 001871 | 001885 | 001900 | 001925 | 001950 | 001961 | 001970 | 001987 |
| Einwohner | 34     | 44     | 47     | 36     | 43     | 42     | 41     | 69     | 56     | 43     | 51     |
| Häuser    | 8      | 7      |        |        | 7      | 7      | 7      | 10     | 11     |        | 17     |
| Quelle    | [ 15 ] | [ 16 ] | [ 17 ] | [ 18 ] | [ 19 ] | [ 20 ] | [ 21 ] | [ 22 ] | [ 23 ] | [ 24 ] | [ 1 ]  |

## Religion
Der Ort ist seit der Reformation evangelisch-lutherisch geprägt und war ursprünglich nach St. Laurentius (Roßtal) gepfarrt, seit Mitte des 20. Jahrhunderts ist die Pfarrei St. Jakobus (Oberweihersbuch) zuständig. Die Einwohner römisch-katholischer Konfession waren ursprünglich nach St. Walburga (Eibach) gepfarrt, jetzt ist die Pfarrei St. Albertus Magnus (Stein) zuständig.